# Dicranomyia (Nealexandriaria) milkurli
Dicranomyia (Nealexandriaria) milkurli is een tweevleugelige uit de familie steltmuggen (Limoniidae). De soort komt voor in het Australaziatisch gebied.